# بروس نيسن
بروس نيسن (بالإنجليزية: Bruce Nissen) هو مؤرخ أمريكي، ولد في 20 يناير 1948.